# محاصره صنعا
محاصرهٔ صنعا اشاره به محاصرهٔ این شهر در سال ۵۷۰ میلادی به‌دست سپاه ساسانی به فرماندهی وهریز دیلمی می‌دارد. طی این نبرد صنعا به‌دست سپاهیان ایران افتاد، مسروق بن ابرهه کشته‌شد و سیف بن ذی‌یزن به‌عنوان پادشاه یمن بر تخت نشست و پذیرفت که تابع دولت ایران باشد.